# Kojima Zentarō
Kojima Zentarō (japanisch 小島 善太郎; geb. 16. November 1892 in Shinjuku, Präfektur Tokio; gest. 14. August 1984 in Hino) war ein japanischer Maler. Er gehörte der als Yōga bekannten japanischen Malerei im westlichen Stil an und malte figurativ (Porträts, Stillleben, Landschaften).

## Leben und Wirken
Seine erste malerische Ausbildung erhielt er ab 1910 in der „Pazifik-Gesellschaft für westliche Malerei“ (太平洋画会, Taiheiyō-gakai) bei Nakamura Fusetsu, der erst 1905 aus Europa zurückgekehrt war. 1912 erhielt er zwanzigjährig die erste Ausstellungsmöglichkeit bei der Hyunzu-kai. Ab 1915 studierte er bei Yasui Sōtarō. Ab 1922 schloss sich ein Studienaufenthalt in Paris an. Während seines Frankreich-Aufenthaltes bildete er sich unter Charles-François-Prosper Guérin weiter und konnte bei der Société du Salon d’Automne ausstellen.
Kojima Zentarō war Gründungsmitglied der 1930 gegründeten „Unabhängigen Kunstvereinigung“ (独立美術協会, Dokuritsu Bijutsu Kyōkai).
1971 zog er in die Stadt Hino, wo er sein Atelierhaus unterhielt. Er starb 91-jährig an einer Herzinsuffizienz. Nach seinem Tod stifteten die Hinterbliebenen das Atelierhaus der Stadt, das als Künstlermuseum seinen Namen trägt und der Öffentlichkeit zugänglich ist. Weitere Werke befinden sich in der Region, z. B. im Kunstmuseum der Stadt Ōme. 1968 erwarb das Nationalmuseum für moderne Kunst Tokio ein Ölbild von ihm von 1932 mit dem Titel ヴァイオリンを弾く男 (Baiorin o hiku otoko, „Mann, der Geige spielt“), das es später auch in einer Gruppenausstellung zeigte.

## Werke (Auswahl)
- 林中小春日 (Frühling im Wald)
- 三多摩の秋景 (Herbstansicht von Santama)
- 百草梅林春の団欒 (ein Frühlingsbild)
- 滝山城趾より多摩 (Blick auf den Tama, Takiyama-Ansicht)